# Дванаестоугао
У геометрији, дванаестоугао је многоугао са дванаест темена и дванаест страница.

### Правилни дванаестоугао
Правилни дванаестоугао је дванаестоугао код кога су све странице једнаке дужине и сви унутрашњи углови једнаки.

Сваки унутрашњи угао правилног дванаестоугла има по 150° (степени), а збир свих унутрашњих углова било ког дванаестоугла износи 1800°. 
Ако му је основна страница дужине {\displaystyle a\,\!}, површина правилног дванаестоугла се одређује формулом

{\displaystyle P={\frac {3}{2}}a^{2}\mathop {\mathrm {ctg} } \,{\frac {\pi }{12}}=3a^{2}\left(2+{\sqrt {3}}\right)\approx 11.1962a^{2}}.

Ако је {\displaystyle R} - полупречник описаног круга, а {\displaystyle r} - полупречник уписаног круга, онда важи
{\displaystyle R={\frac {a}{2}}\left({\sqrt {2}}+{\sqrt {6}}\right)}, и 
{\displaystyle r={\frac {a}{2}}\left(2+{\sqrt {3}}\right)}.
Обим дванаестоугла коме је страница дужине {\displaystyle a\,\!} биће једнак {\displaystyle 12a\,\!}.

### Конструкција
Правилни дванаестоугао се може конструисати уз помоћ лењира и шестара.  Следећа анимација илуструје корак по корак, конструкцију правилног дванаестоугла. Приметити да се од осмог до једанаестог корака отвор шестара не мења.

## Где се може видети дванаестоугао
- Велика штампана слова ћирилице Е и Н, као и латинично слово И (записано серифним симболом) схваћена као многоуглови, односно записана подебљано, чине неправилне дванаестоуглове.
- Грчки, латински и упрошћени малтешки крст су неправилни дванестоуглови.
- Постоји пуно примера кованица које имају облик дванаестоугла - аустралијска кованица од 50 центи, као и кованице исте вредности које се користе на Соломонским острвима, у Тонги и на Фиџију су дванаестостране. Хрватска кованица од 25 куна је такође дванаестоугаоног облика. До јула 2005. године, румунска кованица од 5000 лева је имала облик дванаестоугла.

- Пример покривања равни дванаестоугловима и троугловима
- Пример покривања равни дванаестоугловима, шестоугловима и квадратима
- Пример покривања равни дванаестоугловима, квадратима и троугловима